# Rudolf I., grof Vermandoisa
Rudolf I. (Raoul Ier le Vaillant) (umro 14. listopada 1152.) bio je francuski plemić te grof Vermandoisa; sin princa Huga Francuskog i njegove supruge, grofice vladarice Adelajde od Vermandoisa. Kralj Henrik I. Francuski i grof Herbert IV. od Vermandoisa bili su Rudolfovi djedovi. Filip I. Francuski bio je Rudolfov stric, dok je Luj VI. bio Rudolfov bratić u prvom koljenu.
Godine 1125., Rudolf je oženio Eleonoru, kćer Stjepana, grofa Bloisa, ali je brak poništen 1140. Rudolf je iz ljubavi oženio gospu Pétronille od Akvitanije, 1140., koja mu je rodila djecu:
- Grofica Elizabeta od Vermandoisa[2] — umrla bez djece
- Grof Rudolf II. od Vermandoisa — umro kao gubavac, bez djece
- Grofica Eleonora od Vermandoisa — umrla bez djece

Treća supruga Rudolfa I. bila je Laureta Flandrijska, ali je par bio bez djece.